# Gérard Gropaiz
Gérard Gropaiz (* 1. August 1943 in Paris; † 6. Oktober 2012) war ein französischer Schwimmer.
Gropaiz startete für Racing CF Paris. Bei den Olympischen Spielen 1960 in Rom schied er sowohl über 100 m Freistil als auch mit der 4 × 200-m-Freistilstaffel in der Vorrunde aus. Gropaiz gehörte neben Robert Christophe, Jean-Pascal Curtillet und Alain Gottvallès zur französischen 4 × 100-m-Freistilstaffel, die am 10. August 1962 in Thionville die Weltrekordzeit von 3:42,5 min schwamm. In derselben Besetzung war die französische Staffel wenige Tage später bei den Schwimmeuropameisterschaften 1962 in Leipzig siegreich und holte Silber über 4 × 200 m Freistil. Bei den Olympischen Spielen 1964 in Tokio gelang ihm die Qualifikation für das Halbfinale über 100 m Freistil, mit der französischen 4 × 100-m-Freistilstaffel wurde er im Finale disqualifiziert.